# José Di Leo
José Daniel Di Leo (nacido el 2 de enero de 1961 en Rosario), apodado "Camello", es un exfutbolista argentino que desarrolló la mayor parte de su carrera en Rosario Central, donde llegó a coronarse campeón en la temporada 1986/1987. Su puesto habitual era marcador de punta izquierdo. Ocupó el puesto de director técnico interino, junto a Diego Monarriz,  del Club Atlético San Lorenzo de Almagro durante los últimos meses del 2021.

## Carrera
Tuvo su debut en la última fecha del Metropolitano 1982, en partido disputado el 4 de febrero de 1983 ante Platense, con triunfo canalla 3-2. El técnico centralista era Ricardo Palma. Tuvo activa participación en los torneos siguientes, hasta que finalizada la primera rueda del Metropolitano 1984 fue cedido a préstamo a Talleres de Córdoba. Durante el año y medio que duró su estancia en tierras cordobesas, Rosario Central perdió y recuperó la categoría. Como durante el primer semestre de 1986 el canalla no tuvo actividad, fue cedido nuevamente, esta vez a Colón. Retornó a mediados de año con el retorno de la Academia a Primera. Participó en 19 de los 38 partidos de su equipo, que se coronó campeón, en un hecho histórico en el fútbol argentino, al conseguir el título inmediatamente después de ascender. Ganó titularidad en los torneos siguientes, siendo su última participación en el Campeonato de Primera División 1989-90. En total vistió la casaca auriazul 129 encuentros, marcando 2 goles.

## Clubes
| Club                | País      | Año       |
| ------------------- | --------- | --------- |
| Rosario Central     | Argentina | 1983-1984 |
| Talleres de Córdoba | Argentina | 1984-1985 |
| Colón               | Argentina | 1986      |
| Rosario Central     | Argentina | 1986-1990 |

## Palmarés
| Título           | Equipo                | País      | Año     |
| ---------------- | --------------------- | --------- | ------- |
| Primera División | C. A. Rosario Central | Argentina | 1986-87 |